# Rodney Johnson
Rodney Johnson (ur. 24 sierpnia 1927 w Pakenham, zm. 4 czerwca 2016) – australijski strzelec, olimpijczyk.
Trzykrotnie występował na igrzyskach olimpijskich (IO 1956, IO 1960, IO 1964), startując za każdym razem w pistolecie dowolnym z 50 metrów. Najlepsze miejsce wywalczył w swoim pierwszym starcie, kiedy to zajął 27. miejsce (wśród 33 strzelców). Na kolejnych zawodach osiągał 32. i 38. pozycję (odpowiednio: startowało 67 i 52 zawodników).
Reprezentował Melbourne International Shooting Club, w 1959 roku był mistrzem Australii. Jako przewodniczący stał na czele tego klubu w latach 1962–1966, 1970–1971 i 1974–1975. Był także jego sekretarzem generalnym w latach 1985–2008, został także jego członkiem honorowym. Medalista Orderu Australii.

## Wyniki olimpijskie
| Igrzyska | Konkurencja            | Wynik                        | Miejsce | Źródło |
| -------- | ---------------------- | ---------------------------- | ------- | ------ |
| IO 1956  | Pistolet dowolny, 50 m | 506 pkt. (78-90-78-87-87-86) | 27      | [ 1 ]  |
| IO 1960  | Pistolet dowolny, 50 m | 527 pkt. (87-93-91-84-84-88) | 32      | [ 2 ]  |
| IO 1964  | Pistolet dowolny, 50 m | 521 pkt. (85-84-88-92-90-82) | 38      | [ 3 ]  |